# Легіон США
Легіон США (англ. Legion of the United States) — складова армії Сполучених Штатів, що існувала в історії в період з 1792 по 1796 роки під командуванням генерал-майора Ентоні Вейна. Формування цього компоненту сухопутних військ у щойно створеній державі відображало політичні зміни в нових США, які нещодавно прийняли Конституцію. Нова федеральна влада дозволили розгортання постійної армії, що складається з професійних солдатів, а не покладатися на міліцейське ополчення штатів.
Легіон був сформований у відповідь на численні поразки в країні Огайо в 1790 і 1791 роках і для підтвердження суверенітету США над кордонами США на західних територіях і в районах Великих озер. Легіон складався з чотирьох підлегіонів, кожен з яких мав у своєму складі піхотні, кавалерійські, стрілецькі та артилерійські підрозділи. Легіон найбільш відомий своєю перемогою у вирішальній битві біля Фоллен Тімберз у серпні 1794 року. Після Грінвільського договору 1795 року із Північно-Західною конфедерацією індіанських націй і Джейського договору з Великою Британією Легіон було зменшено та у 1796 році перейменовано на армію США.
Сучасні 1-й, 3-й і 4-й піхотні полки американської армії ведуть свою історію від Легіону США.

## Історія
Після війни за незалежність США в 1783 році Конгрес ухвалив рішення про розпуск Континентальної армії. До 1784 року всі полки Континентальної армії були розформовані, і нова армія Сполучених Штатів складалася з двох загонів для охорони військових припасів. Проте до 1785 року Конгрес, хоча й потерпав від браку грошей, дозволив 700 новобранцям сформувати 1-й американський полк, який служив на західних територіях як для вигнання нелегальних поселенців, так і для захисту тих, хто купив їхні землі у американського уряду. У новонароджених Сполучених Штатах все ще існував острах щодо створення постійної армії, тому США покладалися в основному на ополчення штатів.
У 1789 році новий уряд згідно з Конституцією створив Військове відомство та призначив Генрі Нокса першим військовим міністром. Поки Нокс працював над організацією нового відомства, він наказав командиру 1-го американського полку підполковнику Джошуа Гармару очолити наступ проти «бандитів», корінних американців на Північно-Західній території. Сили Гармара складалися з приблизно 300 федеральних регулярних солдатів і 1000 ополченців міліції, яким бракувало озброєння, припасів та провіанту. У вересні 1790 року Гармар залишив Форт-Вашингтон і розпочав рейдову кампанію, вирушивши в напрямку Кекіонги, де його війська зазнали поразки з великими втратами.
Вашингтон наказав провести наступну експедицію на чолі з губернатором території генералом Артуром Сент-Клером. Його початкова сила була приблизно такою ж, як у Гармара, тому Конгрес дозволив створити 2-й піхотний полк із 2000 солдатів, але лише на шість місяців. Загальна чисельність сил Сент-Клера становила лише 2400 осіб і у вересні 1791 року після завершення шестимісячного збору він вирушив у похід. Уранці 4 листопада 1791 року ця щойно набрана та недосвідчена група була атакована в таборі на річці Вобаш силами Північно-західної Конфедерації на чолі з Маленькою Черепахою та Блакитним Жилетом. Поразка Сент-Клера залишається однією з найгірших в історії армії США, більше половини об'єднаних сил Сент-Клера було вбито або поранено. Три чверті нового 2-го піхотного полку, включаючи їх командира Річарда Батлера, були втрачені, як і вся артилерія.
Поразка Гармара та Сент-Клера викликала зміну ставлення американських достойників на проблему оборони країни. Конгрес визнав, що державі потрібна більша і професійна армія, і дозволив збільшити чисельність федеральних сил до 5190 осіб. Президент Джордж Вашингтон склав список із шістнадцяти генералів часів війни за незалежність США, щоб очолити розширену армію на північному заході, зокрема Бенджамін Лінкольн, Деніел Морган і Фрідріх Вільгельм фон Штойбен. Після консультацій зі своїм кабінетом міністрів він обрав Ентоні Вейна очолити нову професійну армію, хоча Вашингтон спочатку вважав його надто марнославним. За рекомендаціями військового міністра Генрі Нокса та генерала фон Штойбена було вирішено набрати та навчити Легіон, озброєне професійне формування, яке б об'єднувало усі види сухопутних військ того часу (кінноту, важку та легку піхоту, артилерію) в одну ефективну бригаду, яка поділена на окремі загальновійськові групи. Конгрес погодився з цією пропозицією збільшити невелику постійну армію, поки «США не будуть у мирі з індіанськими племенами». Конгрес також прийняв Акти про міліцію 1792 року, надавши президенту Вашингтону повноваження щодо міліції штатів в умовах надзвичайної ситуації.
Ентоні Вейн наприкінці 1792 року прийняв командування над новим Легіоном США. Методично та професійно ведучи кампанію у долинах річок Великого Маямі та Момі в західній частині штату Огайо, Ентоні Вейн врешті привів своїх людей до вирішальної перемоги 20 серпня 1794 року в битві біля Фоллен Тімберз біля південно-західного берега озера Ері (недалеко від сучасного Толідо, штат Огайо). Потім заснував форт Вейн на місці столиці Маямі Кекіонга, який став символом присутності США в центрі Індіанської країни. Переможені племена були змушені поступитися великою територією, включаючи значну частину сучасного Огайо, згідно з Грінвільським договором 1795 року. У тому ж році за договором Джея британці поступилися своїми аванпостами на берегах Великих озер на користь Сполучених Штатів.